# Svetac
L'Illa Svetac (en croat: Otok Svetac, Illa del Sant; també anomenada Otok Sveti Andrija, Illa Sant Andreu) és una illa croata del mar Adriàtic.
Es troba a 14 milles nàutiques (26 km) de la localitat de Komiža (una població a l'illa de Vis). Està actualment deshabitada, encara que solia tenir alguns residents permanents. Hi ha també restes d'origen romà d'Orient. El cens de població de Svetac de 1951 va registrar 51 persones, però totes aquestes morir. L'última era una dona gran que va morir l'any 2000.